# Миясита, Соитиро
Соитиро Миясита (яп. 宮下宗一郎; род. 12 мая 1974, Муцу, Аомори, Япония) — японский политический и государственный деятель, губернатор Аомори (с 2023).

## Биография
Родился 12 мая 1974 года в городе Муцу, префектура Аомори, Япония, в семье политического деятеля Дзюнъитиро Мияситы.
После окончания местной средней школы поступил на юридический факультет Университета Тохоку. После окончания университета стал сотрудником Министерства земли, инфраструктуры, транспорта и туризма Японии, а затем перешёл на работу в Министерство иностранных дел, заняв должность начальника политических и экономических исследований генерального консульства Японии в Нью-Йорке.
После смерти своего отца, занимавшего пост мэра Муцу, он выдвинул свою кандидатуру на выборах его преемника, одержав победу по итогам голосование. Позднее он дважды переизбирался на этот пост в 2018 и 2022 годах .
3 марта 2023 года Миясита объявил об отставке с поста мэра города для выдвижения своей кандидатуры на выборах губернатора префектуры Аомори. Ему удалось одержать победу по итогам голосования, а 29 июня 2023 года он официально вступил в должность.